# Caramagna Piemonte
Caramagna Piemonte là một đô thị tại tỉnh Cuneo trong vùng Piedmont của Italia, vị trí cách khoảng 30 km về phía nam của Torino và khoảng 45 km về phía đông bắc của Cuneo. Tại thời điểm ngày 31 tháng 12 năm 2004, đô thị này có dân số 2.853 người và diện tích 26,3 km².
Đô thị Caramagna Piemonte có các frazioni (đơn vị cấp dưới, chủ yếu là các làng) Caporali, Gangaglietti, Gabrielassi, Tetti Sottovà Tre Ponti.
Caramagna Piemonte giáp các đô thị: Carmagnola, Racconigivà Sommariva del Bosco.